# Szécsén Mihály
Szécsén Mihály, született Gelbmann Manó (Budapest, 1897. december 28. – Balatonfüred, 1968. szeptember 15.) magyar író, színpadi szerző, forgatókönyvíró.

## Életpályája
Gelbmann Hermann és Wilhelm Ilona (1873–1938) gyermekeként született. Hároméves volt, amikor anyja férjhez ment Szécsén Ferenc szobafestőhöz, aki 1922-ben örökbe fogadta. A fővárosban végezte el a gimnáziumot, majd sportújságíró lett. 1930-tól karcolatokat, humoreszkeket írt fővárosi lapokba. Az 1930-as években több – általában Szántó Armanddal közösen készített – prózai és zenés vígjátékát mutatták be a pesti és külföldi színházak. Szántó Armanddal több magyar film forgatókönyvét is megírta.
Házastársa Herzfeld Magdolna volt, akivel 1961-ben kötött házasságot.
Sírja a Kozma utcai izraelita temetőben található (5B-9-3).

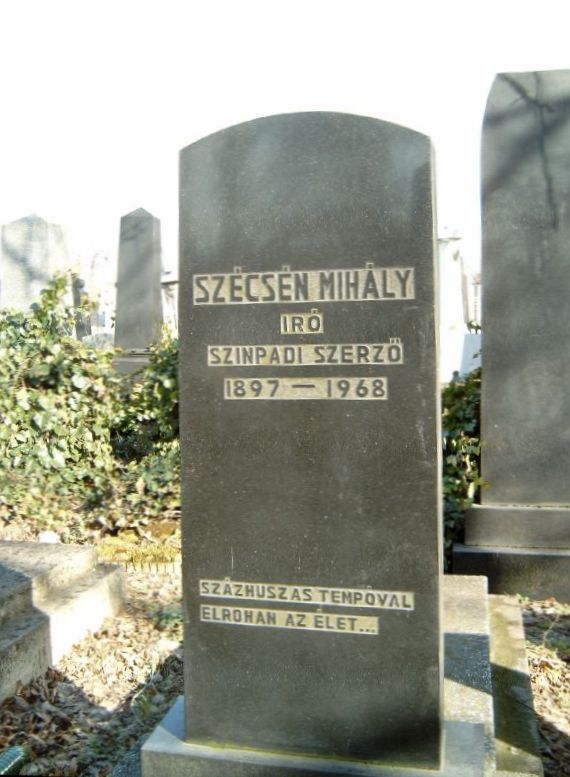
Sírja Budapesten. Kozma utcai zsidó temető: 5B-9-3

## Színházi munkái
A Színházi Adattárban regisztrált bemutatóinak száma: 22.
- Cs. Sz. K. (Csalódott Szerelmesek Klubja) (1931)
- Csókprofesszor (1931)
- 120-as tempó (1935)
- Nászút Bécsbe (1936)
- A romantikus asszony (1937)
- Paprikáscsirke (1939, 1947, 1999)
- Ki vagytok értékelve (1951)
- Dunaparti randevú (1957, 1964-1966, 1972, 1992-1993)
- Csendes otthon (1958)
- Minden férfi gyanús (1961)
- Két férfi az ágy alatt (1967, 1971)
- Kassa Orfeum (2010)

## Művei
- Százhúszas tempó (Szántó Armanddal, 1934)
- Budapest–Wien (Szántó Armanddal, 1935)
- Marika (Zágon Istvánnal és Szántó Armanddal, 1937)
- A romantikus asszony (Szántó Armanddal, 1937)
- Paprikáscsirke (Szántó Armanddal, 1939)
- Mimóza (Szántó Armanddal, 1947)
- Kihajolni veszélyes (Szántó Armanddal, 1947)
- Csendes otthon (Szántó Armanddal, 1957)
- Száz piros rózsa
- Ilyenek a férfiak
- Két férfi az ágy alatt

## Filmjei
- Őfensége inkognitóban (1922)
- Komédiás szívek (1922)
- 120-as tempó (1937)
- Marika (1938)
- Azurexpress (1938)
- Párduckisasszony (1941)
- A három galamb (1944)
- Csendes otthon (1958)
- A tizedes meg a többiek (1965)